# 비즈 마키
비지 마크(Biz Markie, 1964년 4월 8일 ~ 2021년 7월 16일)는 미국의 싱어송라이터이다. 래퍼 겸 프로듀서, 휴먼 비트박스의 선구자, 활기찬 농담과 혁신적인 샘플링으로 힙합계에 여러 업적을 남겼다. 1989년 싱글 'Just a Friend'는 미국 여러 주에서 탑 40에 올랐고, 2008년에는 VH1 선정 위대한 힙합 송 100곡에 포함됐다.